# Прайм-таймовая премия «Эмми»
Прайм-таймовая премия «Эмми» (англ. Primetime Emmy Award) — главная американская премия в области телевидения, ежегодно вручаемая Американской телевизионной академией. Первая церемония вручения состоялась в 1949 году и первоначально называлась просто «Премия Эмми», вплоть до 1972 года, пока не была создана «Дневная премия Эмми» и слово «прайм-тайм» было добавлено в название.
Вручение наград обычно проходит в начале сентября перед официальным началом телевизионного сезона на эфирных каналах. Ежегодно телетрансляция проходит на одном из эфирных каналов (CBS, ABC, NBC и Fox).
«Эмми» считается телевизионным эквивалентом «Оскара» (для кино), премии «Грэмми» (для музыки) и премии «Тони» (для театра).

## Категории премии

### Программы
- Лучший комедийный сериал
- Лучший драматический сериал
- Лучший мини-сериал
- Лучшая конкурсная реалити-программа[англ.]
- Лучшее разговорное варьете[англ.]
- Лучшее скетч-шоу[англ.]
- Лучший телефильм[англ.]*

### Режиссура
- Лучшая режиссура комедийного сериала[англ.]
- Лучшая режиссура драматического сериала
- Лучшая режиссура мини-сериала, антологии или фильма
- Лучшая режиссура варьете[англ.]

### Сценарии
- Лучший сценарий комедийного сериала
- Лучший сценарий драматического сериала
- Лучший сценарий мини-сериала, антологии или фильма
- Лучший сценарий варьете[англ.]

### Актёрские категории

#### Ведущие актёры
- Лучший актёр комедийного сериала
- Лучший актёр драматического сериала
- Лучшая актриса комедийного сериала
- Лучшая актриса драматического сериала
- Лучший актёр в мини-сериале, антологии или фильме
- Лучшая актриса в мини-сериале, антологии или фильме

#### Актёры второго плана
- Лучший актёр второго плана в комедийном телесериале
- Лучший актёр второго плана в драматическом телесериале
- Лучшая актриса второго плана в комедийном телесериале
- Лучшая актриса второго плана в драматическом телесериале
- Лучший актёр второго плана в мини-сериале, антологии или фильме
- Лучшая актриса второго плана в мини-сериале, антологии или фильме

## Категории Creative Arts

### Анимационные категории
- Лучшая анимационная программа
- Лучшая короткометражная анимационная программа
- Лучшие индивидуальные достижения в анимации
- Лучшее озвучивание персонажа
- Лучшее озвучивание

### Музыкальные категории
- Лучшая оригинальная музыка и слова
- Лучшая оригинальная главная вступительная музыкальная тема
- Лучшая музыкальная композиция для телесериала
- Лучшая музыкальная композиция для документального телесериала или спецвыпуска
- Лучшее музыкальное руководство

### Актерские категории
- Лучший приглашённый актёр в драматическом телесериале
- Лучшая приглашённая актриса в драматическом телесериале
- Лучший приглашённый актёр в комедийном телесериале
- Лучшая приглашённая актриса в комедийном телесериале

## Обладатели большинства наград
Большинство индивидуальных побед:
- Шейла Невинс: 31

Телешоу с большинством побед в комедийной категории:
- Фрейзер: 5
- Американская семейка: 5

Телешоу с большинством побед в драматической категории:
- Блюз Хилл-стрит: 4
- Закон Лос-Анджелеса: 4
- Западное крыло: 4
- Безумцы: 4
- Игра престолов: 4

Большинство побед в категории анимационных программ:
- Симпсоны: 34

Большинство побед в категории мини-сериалов:
- Джон Адамс (2008): 13

Большинство побед в категории телефильмов:
- Элеонора и Франклин (1976): 11
- За канделябрами (2013): 11

Большинство побед в год одного телеканала:
- CBS (1974): 44
- Netflix (2021): 44

Большинство побед в актёрской категории:
- Клорис Личмен: 8
- Джулия Луи-Дрейфус: 8

Большинство побед одного актёра за одну и ту же роль:
- Джулия Луи-Дрейфус за Вице-президент: 6

## Список основных лауреатов
| Год  | Лучший драматический сериал | Лучший комедийный сериал | Лучший драматический актёр | Лучший комедийный актёр | Лучшая драматическая актриса | Лучшая комедийная актриса |
| ---- | --- | --- | --- | --- | --- | --- |
| 1949 | Самая популярная телепрограмма: «Викторина пантомимы» «Pantomime Quiz» (KTLA) Лучший телефильм: «Ожерелье» (антология «Время вашего сеанса») «The Necklace» («Your Show Time») (NBC) | Самая популярная телепрограмма: «Викторина пантомимы» «Pantomime Quiz» (KTLA) Лучший телефильм: «Ожерелье» (антология «Время вашего сеанса») «The Necklace» («Your Show Time») (NBC) | Человек года на телевидении: Ширли Динсдейл (KTLA) | Человек года на телевидении: Ширли Динсдейл (KTLA) | Человек года на телевидении: Ширли Динсдейл (KTLA) | Человек года на телевидении: Ширли Динсдейл (KTLA) |
| 1950 | Лучшее шоу, идущее в записи: «Шоу Милтона Бёрла» «Texaco Star Theatre» (KNBH) Лучшее шоу, идущее в прямом эфире: «Шоу Эда Уинна» «The Ed Wynn Show» (KTTV)                           | Лучшее шоу, идущее в записи: «Шоу Милтона Бёрла» «Texaco Star Theatre» (KNBH) Лучшее шоу, идущее в прямом эфире: «Шоу Эда Уинна» «The Ed Wynn Show» (KTTV)                           | Человек года на телевидении в передачах, идущих в записи: Милтон Бёрл (KNBH) Человек года на телевидении в передачах, идущих в прямом эфире: Эд Уинн (KTTV) | Человек года на телевидении в передачах, идущих в записи: Милтон Бёрл (KNBH) Человек года на телевидении в передачах, идущих в прямом эфире: Эд Уинн (KTTV) | Человек года на телевидении в передачах, идущих в записи: Милтон Бёрл (KNBH) Человек года на телевидении в передачах, идущих в прямом эфире: Эд Уинн (KTTV) | Человек года на телевидении в передачах, идущих в записи: Милтон Бёрл (KNBH) Человек года на телевидении в передачах, идущих в прямом эфире: Эд Уинн (KTTV) |
| 1951 | «Пулитцеровский театр» «Pulitzer Prize Playhouse» (ABC) | н/д | Лучший актёр: Алан Янг (CBS) | Лучший актёр: Алан Янг (CBS) | Лучшая актриса: Гертруда Берг (CBS) | Лучшая актриса: Гертруда Берг (CBS) |
| 1952 | «Первая студия» «Studio One» (CBS) | «Шоу Реда Скелтона» «The Red Skelton Show» (NBC) | Сид Сизар (NBC) | Ред Скелтон (NBC) | Бетти Уайт (Syndicated) | Бетти Уайт (Syndicated) |
| 1953 | «Роберт Монтгомери представляет» «Robert Montgomery Presents» (NBC) | «Я люблю Люси» «I Love Lucy» (CBS) | Томас Митчелл | Джимми Дуранте (NBC) | Хелен Хейс | Люсиль Болл (CBS) |
| 1954 | «Стальной час Соединённых Штатов» «The U.S. Steel Hour» (ABC) | «Я люблю Люси» «I Love Lucy» (CBS) | Дональд О’Коннор «Час комедии от Колгейт» «Colgate Comedy Hour» (NBC)                                                                                       | Дональд О’Коннор «Час комедии от Колгейт» «Colgate Comedy Hour» (NBC)                                                                                       | Ив Арден «Наша мисс Брукс» «Our Miss Brooks» (CBS) | Ив Арден «Наша мисс Брукс» «Our Miss Brooks» (CBS) |
| 1955 | «Стальной час Соединённых Штатов» «The U.S. Steel Hour» (ABC) | «Освободите место для папочки» «Make Room for Daddy» (ABC) | Дэнни Томас «Освободите место для папочки» «Make Room for Daddy» (ABC)                                                                                      | Дэнни Томас «Освободите место для папочки» «Make Room for Daddy» (ABC)                                                                                      | Лоретта Янг «Письмо к Лоретте» «Letter to Loretta» (NBC) | Лоретта Янг «Письмо к Лоретте» «Letter to Loretta» (NBC) |
| 1956 | «Продюсерская витрина» «Producers' Showcase» (NBC) | «Шоу Фила Сильверса» «The Phil Silvers Show» (CBS) | Фил Сильверс «Шоу Фила Сильвера» «The Phil Silvers Show» (CBS)                                                                                              | Фил Сильверс «Шоу Фила Сильвера» «The Phil Silvers Show» (CBS)                                                                                              | Люсиль Болл «Я люблю Люси» «I Love Lucy» (CBS) | Люсиль Болл «Я люблю Люси» «I Love Lucy» (CBS) |
| 1957 | «Театр 90» «Playhouse 90» (CBS) | «Шоу Фила Сильверса» «The Phil Silvers Show» (CBS) | Роберт Янг «Отец знает лучше» «Father Knows Best» (NBC) | Сид Сизар «Час Сизара» «Caesar’s Hour» (NBC) | Лоретта Янг «Письмо к Лоретте» «Letter to Loretta» (NBC) | Нанетт Фабрей «Час Сизара» Caesar’s Hour (NBC) |
| 1958 | «Дымок из ствола» «Gunsmoke» (CBS) | «Шоу Фила Сильверса» «The Phil Silvers Show» (CBS) | Роберт Янг «Отец знает лучше» «Father Knows Best» (NBC) | Роберт Янг «Отец знает лучше» «Father Knows Best» (NBC) | Джейн Уайетт «Отец знает лучше» «Father Knows Best» (NBC)                                                                                                   | Джейн Уайетт «Отец знает лучше» «Father Knows Best» (NBC)                                                                                                   |
| 1959 | «Час Алкоа» «The Alcoa Hour» (NBC) «Театр 90» «Playhouse 90» (CBS) | «Программа Джека Бенни» «The Jack Benny Program» (CBS) | Рэймонд Бёрр «Перри Мейсон» «Perry Mason» (CBS) | Джек Бенни «Программа Джека Бенни» «The Jack Benny Program» (CBS)                                                                                           | Лоретта Янг «Письмо к Лоретте» «Letter to Loretta» (NBC) | Джейн Уайетт «Отец знает лучше» «Father Knows Best» (CBS)                                                                                                   |
| 1960 | «Театр 90» «Playhouse 90» (CBS) | «Шоу Арта Карни» «The Art Carney Special» (NBC) | Роберт Стэк «Неприкасаемые» «The Untouchables» (ABC) | Роберт Стэк «Неприкасаемые» «The Untouchables» (ABC) | Джейн Уайетт «Отец знает лучше» «Father Knows Best» (CBS)                                                                                                   | Джейн Уайетт «Отец знает лучше» «Father Knows Best» (CBS)                                                                                                   |
| 1961 | «Зал славы „Холлмарк“: Макбет» «Hallmark Hall of Fame: Macbeth» (CBS) | «Программа Джека Бенни» «The Jack Benny Program» (CBS) | Рэймонд Бёрр «Перри Мейсон» «Perry Mason» (CBS) | Рэймонд Бёрр «Перри Мейсон» «Perry Mason» (CBS) | Барбара Стэнвик «Шоу Барбары Стэнвик» «The Barbara Stanwyck Show» (NBC)                                                                                     | Барбара Стэнвик «Шоу Барбары Стэнвик» «The Barbara Stanwyck Show» (NBC)                                                                                     |
| 1962 | «Защитники» «The Defenders» (CBS) | «Шоу Боба Ньюхарта» «The Bob Newhart Show» (NBC) | И Джи Маршалл «Защитники» «The Defenders» (CBS) | И Джи Маршалл «Защитники» «The Defenders» (CBS) | Ширли Бут «Хейзел» «Hazel» (NBC) | Ширли Бут «Хейзел» «Hazel» (NBC) |
| 1963 | «Защитники» «The Defenders» (CBS) | «Шоу Дика Ван Дайка» «The Dick Van Dyke Show» (CBS) | И Джи Маршалл «Защитники» «The Defenders» (CBS) | И Джи Маршалл «Защитники» «The Defenders» (CBS) | Ширли Бут «Хейзел» «Hazel» (NBC) | Ширли Бут «Хейзел» «Hazel» (NBC) |
| 1964 | «Защитники» «The Defenders» (CBS) | «Шоу Дика Ван Дайка» «The Dick Van Dyke Show» (CBS) | Дик Ван Дайк «Шоу Дика Ван Дайка» «The Dick Van Dyke Show» (CBS)                                                                                            | Дик Ван Дайк «Шоу Дика Ван Дайка» «The Dick Van Dyke Show» (CBS)                                                                                            | Мэри Тайлер Мур «Шоу Дика Ван Дайка» «The Dick Van Dyke Show» (CBS)                                                                                         | Мэри Тайлер Мур «Шоу Дика Ван Дайка» «The Dick Van Dyke Show» (CBS)                                                                                         |
| 1965 | «Шоу Дика Ван Дайка» «The Dick Van Dyke Show» (CBS) | «Шоу Дика Ван Дайка» «The Dick Van Dyke Show» (CBS) | Дик Ван Дайк «Шоу Дика Ван Дайка» «The Dick Van Dyke Show» (CBS)                                                                                            | Дик Ван Дайк «Шоу Дика Ван Дайка» «The Dick Van Dyke Show» (CBS)                                                                                            | Дик Ван Дайк «Шоу Дика Ван Дайка» «The Dick Van Dyke Show» (CBS)                                                                                            | Дик Ван Дайк «Шоу Дика Ван Дайка» «The Dick Van Dyke Show» (CBS)                                                                                            |
| 1966 | «Беглец» «The Fugitive» (ABC) | «Шоу Дика Ван Дайка» «The Dick Van Dyke Show» (CBS) | Билл Косби «Я — шпион» «I Spy» (NBC) | Дик Ван Дайк «Шоу Дика Ван Дайка» «The Dick Van Dyke Show» (CBS)                                                                                            | Барбара Стэнвик «Большая долина» «The Big Valley» (ABC) | Мэри Тайлер Мур «Шоу Дика Ван Дайка» «The Dick Van Dyke Show» (CBS)                                                                                         |
| 1967 | «Миссия невыполнима» «Mission: Impossible» (CBS) | «Манкиз» «The Monkees» (NBC) | Билл Косби «Я — шпион» «I Spy» (NBC) | Дон Адамс «Напряги извилины» «Get Smart» (NBC) | Барбара Бэйн «Миссия невыполнима» «Mission: Impossible» (CBS)                                                                                               | Люсиль Болл «Шоу Люси» «The Lucy Show» (CBS) |
| 1968 | «Миссия невыполнима» «Mission: Impossible» (CBS) | «Напряги извилины» «Get Smart» (NBC) | Билл Косби «Я — шпион» «I Spy» (NBC) | Дон Адамс «Напряги извилины» «Get Smart» (NBC) | Барбара Бэйн «Миссия невыполнима» «Mission: Impossible» (CBS)                                                                                               | Люсиль Болл «Шоу Люси» «The Lucy Show» (CBS) |
| 1969 | «Театр NET» «NET Playhouse» (NET) | «Напряги извилины» «Get Smart» (NBC) | Карл Бетц «Защитник Джадд» «Judd for the Defense» (ABC) | Дон Адамс «Напряги извилины» «Get Smart» (NBC) | Барбара Бэйн «Миссия невыполнима» «Mission: Impossible» (CBS)                                                                                               | Хоуп Лэнг «Призрак и миссис Мьюр» «The Ghost & Mrs. Muir» (NBC)                                                                                             |
| 1970 | «Доктор Маркус Уэлби» «Marcus Welby, M.D.» (ABC) | «Добро пожаловать в мой мир» «My World and Welcome to It» (NBC) | Роберт Янг «Доктор Маркус Уэлби» «Marcus Welby, M.D.» (ABC)                                                                                                 | Уильям Уиндом «Добро пожаловать в мой мир» «My World and Welcome to It» (NBC)                                                                               | Сьюзан Хэмпшир «Сага о Форсайтах» «The Forsyte Saga» (NET)                                                                                                  | Хоуп Лэнг «Призрак и миссис Мьюр» «The Ghost & Mrs. Muir» (NBC)                                                                                             |
| 1971 | «Сенатор» «The Bold Ones: The Senator» (NBC) | «Все в семье» «All in the Family» (CBS) | Хэл Холбрук «Сенатор» «The Bold Ones: The Senator» (NBC) | Джек Клагмен «Странная парочка» «The Odd Couple» (ABC) | Сьюзан Хэмпшир «Первые Черчилли» «The First Churchills» (PBS)                                                                                               | Джин Стэплтон «Все в семье» «All in the Family» (CBS) |
| 1972 | «Театр шедевров: Королева Елизавета Английская» «Masterpiece Theatre: Elizabeth R» (PBS)                                                                                             | «Все в семье» «All in the Family» (CBS) | Питер Фальк «Коломбо» «Columbo» (NBC) | Кэролл О’Коннор «Все в семье» «All in the Family» (CBS) | Гленда Джексон «Театр шедевров: Королева Елизавета Английская» «Masterpiece Theatre: Elizabeth R» (PBS)                                                     | Джин Стэплтон «Все в семье» «All in the Family» (CBS) |
| 1973 | «Уолтоны» «The Waltons» (CBS) | «Все в семье» «All in the Family» (CBS) | Ричард Томас «Уолтоны» «The Waltons» (CBS) | Джек Клагмен «Странная парочка» «The Odd Couple» (ABC) | Майкл Лернд «Уолтоны» «The Waltons» (CBS) | Мэри Тайлер Мур «Шоу Мэри Тайлер Мур» «The Mary Tyler Moore Show» (CBS)                                                                                     |
| 1974 | «Вверх и вниз по лестнице» «Upstairs, Downstairs» (PBS) | «Чёртова служба в госпитале МЭШ» «M*A*S*H» (CBS) | Телли Савалас «Коджак» «Kojak» (CBS) | Алан Алда «Чёртова служба в госпитале МЭШ» «M*A*S*H» (CBS)                                                                                                  | Майкл Лернд «Уолтоны» «The Waltons» (CBS) | Мэри Тайлер Мур «Шоу Мэри Тайлер Мур» «The Mary Tyler Moore Show» (CBS)                                                                                     |
| 1975 | «Вверх и вниз по лестнице» «Upstairs, Downstairs» (PBS) | «Шоу Мэри Тайлер Мур» «The Mary Tyler Moore Show» (CBS) | Роберт Блейк «Баретта» «Baretta» (ABC) | Тони Рэндалл «Странная парочка» «The Odd Couple» (ABC) | Джин Марш «Вверх и вниз по лестнице» «Upstairs, Downstairs» (PBS)                                                                                           | Валери Харпер «Рода» «Rhoda» (CBS) |
| 1976 | «Полицейская история» «Police Story» (NBC) | «Шоу Мэри Тайлер Мур» «The Mary Tyler Moore Show» (CBS) | Питер Фальк «Коломбо» «Columbo» (NBC) | Джек Альбертсон «Чико и человек» «Chico and the Man» (NBC)                                                                                                  | Майкл Лернд «Уолтоны» «The Waltons» (CBS) | Мэри Тайлер Мур «Шоу Мэри Тайлер Мур» «The Mary Tyler Moore Show» (CBS)                                                                                     |
| 1977 | «Вверх и вниз по лестнице» «Upstairs, Downstairs» (PBS) | «Шоу Мэри Тайлер Мур» «The Mary Tyler Moore Show» (CBS) | Джеймс Гарнер «Досье детектива Рокфорда» «The Rockford Files» (NBC)                                                                                         | Кэролл О’Коннор «Все в семье» «All in the Family» (CBS) | Линдси Вагнер «Бионическая женщина» «The Bionic Woman» (ABC)                                                                                                | Беатрис Артур «Мод» «Maude» (CBS) |
| 1978 | «Досье детектива Рокфорда» «The Rockford Files» (NBC) | «Все в семье» «All in the Family» (CBS) | Эдвард Аснер «Лу Грант» «Lou Grant» (CBS) | Кэролл О’Коннор «Все в семье» «All in the Family» (CBS) | Сада Томпсон «Семья» «Family» (ABC) | Джин Стэплтон «Все в семье» «All in the Family» (CBS) |
| 1979 | «Лу Грант» «Lou Grant» (CBS) | «Такси» «Taxi» (ABC) | Рон Либман «Каз» «Kaz» (CBS) | Кэролл О’Коннор «Все в семье» «All in the Family» (CBS) | Мэриетт Хартли «Невероятный Халк» «The Incredible Hulk» (CBS)                                                                                               | Рут Гордон «Такси» «Taxi» (ABC) |
| 1980 | «Лу Грант» «Lou Grant» (CBS) | «Такси» «Taxi» (ABC) | Эдвард Аснер «Лу Грант» «Lou Grant» (CBS) | Ричард Маллиган «Мыло» «Soap» (ABC) | Барбара Бел Геддес «Даллас» «Dallas» (CBS) | Кэтрин Дэймон «Мыло» «Soap» (ABC) |
| 1981 | «Блюз Хилл-стрит» «Hill Street Blues» (NBC) | «Такси» «Taxi» (ABC) | Дэниел Джей Траванти «Блюз Хилл-стрит» «Hill Street Blues» (NBC)                                                                                            | Джадд Хирш «Такси» «Taxi» (ABC) | Барбара Бэбкок «Блюз Хилл-стрит» «Hill Street Blues» (NBC)                                                                                                  | Изабель Сэнфорд «Джефферсоны» «The Jeffersons» (CBS) |
| 1982 | «Блюз Хилл-стрит» «Hill Street Blues» (NBC) | «Барни Миллер» «Barney Miller» (ABC) | Дэниел Джей Траванти «Блюз Хилл-стрит» «Hill Street Blues» (NBC)                                                                                            | Алан Алда «Чёртова служба в госпитале МЭШ» «M*A*S*H» (CBS)                                                                                                  | Майкл Лернд «Медсестра» «Nurse» (CBS) | Кэрол Кейн «Такси» «Taxi» (ABC) |
| 1983 | «Блюз Хилл-стрит» «Hill Street Blues» (NBC) | «Весёлая компания» «Cheers» (NBC) | Эд Фландерс «Сент-Элсвер» «St. Elsewhere» (NBC) | Джадд Хирш «Такси» «Taxi» (ABC) | Тайн Дейли «Кегни и Лейси» «Cagney & Lacey» (CBS) | Шелли Лонг «Весёлая компания» «Cheers» (NBC) |
| 1984 | «Блюз Хилл-стрит» «Hill Street Blues» (NBC) | «Весёлая компания» «Cheers» (NBC) | Том Селлек «Частный детектив Магнум» «Magnum P.I.» (CBS) | Джон Риттер «Трое — это компания» «Three’s Company» (ABC)                                                                                                   | Тайн Дейли «Кегни и Лейси» «Cagney & Lacey» (CBS) | Джейн Кёртин «Кейт и Элли» «Kate & Allie» (CBS) |
| 1985 | «Кегни и Лейси» «Cagney & Lacey» (CBS) | «Шоу Косби» «The Cosby Show» (NBC) | Роберт Гийом «Бенсон» «Benson» (ABC) | Уильям Дэниелс «Сент-Элсвер» «St. Elsewhere» (NBC) | Тайн Дейли «Кегни и Лейси» «Cagney & Lacey» (CBS) | Джейн Кёртин «Кейт и Элли» «Kate & Allie» (CBS) |
| 1986 | «Кегни и Лейси» «Cagney & Lacey» (CBS) | «Золотые девочки» «The Golden Girls» (NBC) | Майкл Джей Фокс «Семейные узы» «Family Ties» (NBC) | Уильям Дэниелс «Сент-Элсвер» «St. Elsewhere» (NBC) | Шэрон Глесс «Кегни и Лейси» «Cagney & Lacey» (CBS) | Бетти Уайт «Золотые девочки» «The Golden Girls» (NBC) |
| 1987 | «Закон Лос-Анджелеса» «L.A. Law» (NBC) | «Золотые девочки» «The Golden Girls» (NBC) | Майкл Джей Фокс «Семейные узы» «Family Ties» (NBC) | Брюс Уиллис «Детективное агентство „Лунный свет“» «Moonlighting» (ABC)                                                                                      | Шэрон Глесс «Кегни и Лейси» «Cagney & Lacey» (CBS) | Ру Макклэнахан «Золотые девочки» «The Golden Girls» (NBC)                                                                                                   |
| 1988 | «Чудесные годы» «The Wonder Years» (ABC) | «Тридцать-с-чем-то» «Thirtysomething» (ABC) | Майкл Джей Фокс «Семейные узы» «Family Ties» (NBC) | Ричард Кили «Год жизни» «A Year in the Life» (NBC) | Тайн Дейли «Кегни и Лейси» «Cagney & Lacey» (CBS) | Беатрис Артур «Золотые девочки» «The Golden Girls» (NBC) |
| 1989 | «Закон Лос-Анджелеса» «L.A. Law» (NBC) | «Весёлая компания» «Cheers» (NBC) | Ричард Маллиган «Пустое гнездо» «Empty Nest» (NBC) | Кэролл О’Коннор «Полуночная жара» «In the Heat of the Night» (NBC)                                                                                          | Дана Дилейни « Чайна-бич» «China Beach» (ABC) | Кэндис Берген «Мерфи Браун» «Murphy Brown» (CBS) |
| 1990 | «Закон Лос-Анджелеса» «L.A. Law» (NBC) | «Мерфи Браун» «Murphy Brown» (CBS) | Питер Фальк «Коломбо» «Columbo» (ABC) | Тед Дэнсон «Весёлая компания» «Cheers» (NBC) | Патриша Уэттиг «Тридцать-с-чем-то» «Thirtysomething» (ABC)                                                                                                  | Кэндис Берген «Мерфи Браун» «Murphy Brown» (CBS) |
| 1991 | «Закон Лос-Анджелеса» «L.A. Law» (NBC) | «Весёлая компания» «Cheers» (NBC) | Джеймс Эрл Джонс «Пламя Габриэля» «Gabriel’s Fire» (ABC) | Бёрт Рейнольдс «Вечерняя тень» «Evening Shade» (CBS) | Патриша Уэттиг «Тридцать-с-чем-то» «Thirtysomething» (ABC)                                                                                                  | Кёрсти Элли «Весёлая компания» «Cheers» (NBC) |
| 1992 | «Северная сторона» «Northern Exposure» (CBS) | «Мерфи Браун» «Murphy Brown» (CBS) | Кристофер Ллойд «Дорога в Эйвонли» «Avonlea» (Disney Channel)                                                                                               | Крейг Т. Нельсон «Тренер» «Coach» (ABC) | Дана Дилейни «Чайна-бич» «China Beach» (ABC) | Кэндис Берген «Мерфи Браун» «Murphy Brown» (CBS) |
| 1993 | «Застава фехтовальщиков» «Picket Fences» (CBS) | «Сайнфелд» «Seinfeld» (NBC) | Том Скерритт «Застава фехтовальщиков» «Picket Fences» (CBS)                                                                                                 | Тед Дэнсон «Весёлая компания» «Cheers» (NBC) | Кэти Бейкер «Застава фехтовальщиков» «Picket Fences» (CBS)                                                                                                  | Розанна Барр «Розанна» «Roseanne» (ABC) |
| 1994 | «Застава фехтовальщиков» «Picket Fences» (CBS) | «Фрейзер» «Frasier» (NBC) | Деннис Франц «Полиция Нью-Йорка» «NYPD Blue» (ABC) | Келси Грэммер «Фрейзер» «Frasier» (NBC) | Сила Уорд «Сёстры» «Sisters» (NBC) | Кэндис Берген «Мерфи Браун» «Murphy Brown» (CBS) |
| 1995 | «Полиция Нью-Йорка» «NYPD Blue» (ABC) | «Фрейзер» «Frasier» (NBC) | Мэнди Патинкин «Надежда Чикаго» «Chicago Hope» (CBS) | Келси Грэммер «Фрейзер» «Frasier» (NBC) | Кэти Бейкер «Застава фехтовальщиков» «Picket Fences» (CBS)                                                                                                  | Кэндис Берген «Мерфи Браун» «Murphy Brown» (CBS) |
| 1996 | «Скорая помощь» «ER» (NBC) | «Фрейзер» «Frasier» (NBC) | Деннис Франц «Полиция Нью-Йорка» «NYPD Blue» (ABC) | Джон Литгоу «Третья планета от Солнца» «3rd Rock from the Sun» (NBC)                                                                                        | Кэти Бейкер «Застава фехтовальщиков» «Picket Fences» (CBS)                                                                                                  | Хелен Хант «Без ума от тебя» «Mad About You» (NBC) |
| 1997 | «Закон и порядок» «Law & Order» (NBC) | «Фрейзер» «Frasier» (NBC) | Деннис Франц «Полиция Нью-Йорка» «NYPD Blue» (ABC) | Джон Литгоу «Третья планета от Солнца» «3rd Rock from the Sun» (NBC)                                                                                        | Джиллиан Андерсон «Секретные материалы» «X-Files» (Fox) | Хелен Хант «Без ума от тебя» «Mad About You» (NBC) |
| 1998 | «Практика» «The Practice» (ABC) | «Фрейзер» «Frasier» (NBC) | Андре Брауэр «Убойный отдел» «Homicide: Life on the Street» (NBC)                                                                                           | Келси Грэммер «Фрейзер» «Frasier» (NBC) | Кристин Лахти «Надежда Чикаго» «Chicago Hope» (CBS) | Хелен Хант «Без ума от тебя» «Mad About You» (NBC) |
| 1999 | «Практика» «The Practice» (ABC) | «Элли Макбил» «Ally McBeal» (Fox) | Деннис Франц «Полиция Нью-Йорка» «NYPD Blue» (ABC) | Джон Литгоу «Третья планета от Солнца» «3rd Rock from the Sun» (NBC)                                                                                        | Эди Фалко «Клан Сопрано» «The Sopranos» (HBO) | Хелен Хант «Без ума от тебя» «Mad About You» (NBC) |
| 2000 | «Западное крыло» The West Wing (NBC) | «Уилл и Грейс» «Will & Grace» (NBC) | Джеймс Гандольфини «Клан Сопрано» «The Sopranos» (HBO) | Майкл Джей Фокс «Спин Сити» Spin City (ABC) | Сила Уорд «Опять и снова» «Once and Again» (ABC) | Патриция Хитон «Все любят Рэймонда» «Everybody Loves Raymond» (CBS)                                                                                         |
| 2001 | «Западное крыло» The West Wing (NBC) | «Секс в большом городе» «Sex and the City» (HBO) | Джеймс Гандольфини «Клан Сопрано» «The Sopranos» (HBO) | Эрик Маккормак «Уилл и Грейс» «Will & Grace» (NBC) | Эди Фалко «Клан Сопрано» «The Sopranos» (HBO) | Патриция Хитон «Все любят Рэймонда» «Everybody Loves Raymond» (CBS)                                                                                         |
| 2002 | «Западное крыло» The West Wing (NBC) | «Друзья» «Friends» (NBC) | Майкл Чиклис «Щит» «The Shield» (FX) | Рэй Романо «Все любят Рэймонда» «Everybody Loves Raymond» (CBS)                                                                                             | Эллисон Дженни «Западное крыло» «The West Wing» (NBC) | Дженнифер Энистон «Друзья» «Friends» (NBC) |
| 2003 | «Западное крыло» The West Wing (NBC) | «Все любят Рэймонда» «Everybody Loves Raymond» (CBS) | Джеймс Гандольфини «Клан Сопрано» «The Sopranos» (HBO) | Тони Шалуб «Детектив Монк» «Monk» (USA) | Эди Фалко «Клан Сопрано» «The Sopranos» (HBO) | Дебра Мессинг «Уилл и Грейс» «Will & Grace» (NBC) |
| 2004 | «Клан Сопрано» «The Sopranos» (HBO) | «Замедленное развитие» «Arrested Development» (Fox) | Джеймс Спейдер «Практика» «The Practice» (ABC) | Келси Грэммер «Фрейзер» «Frasier» (NBC) | Эллисон Дженни «Западное крыло» «The West Wing» (NBC) | Сара Джессика Паркер «Секс в большом городе» «Sex and the City» (HBO)                                                                                       |
| 2005 | «Остаться в живых» «Lost» (ABC) | «Все любят Рэймонда» «Everybody Loves Raymond» (CBS) | Джеймс Спейдер «Юристы Бостона» «Boston Legal» (ABC) | Тони Шалуб «Детектив Монк» «Monk» (USA) | Патрисия Аркетт «Медиум» «Medium» (NBC) | Фелисити Хаффман «Отчаянные домохозяйки» «Desperate Housewives» (ABC)                                                                                       |
| 2006 | «24 часа» «24» (Fox) | «Офис» «The Office» (NBC) | Кифер Сазерленд «24 часа» «24» (Fox) | Тони Шалуб «Детектив Монк» «Monk» (USA) | Маришка Харгитей «Закон и порядок: Специальный корпус» «Law & Order: Special Victims Unit» (NBC)                                                            | Джулия Луи-Дрейфус «Новые приключения старой Кристин» «The New Adventures of Old Christine» (CBS)                                                           |
| 2007 | «Клан Сопрано» «The Sopranos» (HBO) | «Студия 30» 30 Rock (NBC) | Джеймс Спейдер «Юристы Бостона» «Boston Legal» (ABC) | Рики Джервейс «Массовка» «Extras» (HBO) | Салли Филд «Братья и сёстры» «Brothers & Sisters» (ABC) | Америка Феррера «Дурнушка» «Ugly Betty» (ABC) |
| 2008 | «Безумцы» «Mad Men» (AMC) | «Студия 30» 30 Rock (NBC) | Брайан Крэнстон «Во все тяжкие» «Breaking Bad» (AMC) | Алек Болдуин «Студия 30» 30 Rock (NBC) | Гленн Клоуз «Схватка» «Damages» (FX) | Тина Фей «Студия 30» 30 Rock (NBC) |
| 2009 | «Безумцы» «Mad Men» (AMC) | «Студия 30» 30 Rock (NBC) | Брайан Крэнстон «Во все тяжкие» «Breaking Bad» (AMC) | Алек Болдуин «Студия 30» 30 Rock (NBC) | Гленн Клоуз «Схватка» «Damages» (FX) | Тони Коллетт «Такая разная Тара» «United States of Tara» (Showtime)                                                                                         |
| 2010 | «Безумцы» «Mad Men» (AMC) | «Американская семейка» «Modern Family» (ABC) | Брайан Крэнстон «Во все тяжкие» «Breaking Bad» (AMC) | Джим Парсонс «Теория Большого взрыва» The Big Bang Theory (CBS)                                                                                             | Кира Седжвик «Ищейка» «The Closer» (TNT) | Эди Фалко «Сестра Джеки» «Nurse Jackie» (Showtime) |
| 2011 | «Безумцы» «Mad Men» (AMC) | «Американская семейка» «Modern Family» (ABC) | Кайл Чендлер «Огни ночной пятницы» «Friday Night Lights» (DirecTV)                                                                                          | Джим Парсонс «Теория Большого взрыва» The Big Bang Theory (CBS)                                                                                             | Джулианна Маргулис «Хорошая жена» «Good Wife» (CBS) | Мелисса Маккарти «Майк и Молли» «Mike & Molly» (CBS) |
| 2012 | «Родина» «Homeland» (Showtime) | «Американская семейка» «Modern Family» (ABC) | Дэмиэн Льюис «Родина» «Homeland» (Showtime) | Джон Крайер «Два с половиной человека» «Two and a Half Men» (CBS)                                                                                           | Клэр Дэйнс «Родина» «Homeland» (Showtime) | Джулия Луи-Дрейфус «Вице-президент» «Veep» (HBO) |
| 2013 | «Во все тяжкие» «Breaking Bad» (AMC) | «Американская семейка» «Modern Family» (ABC) | Джефф Дэниэлс «Новости» «The Newsroom» (HBO) | Джим Парсонс «Теория Большого взрыва» The Big Bang Theory (CBS)                                                                                             | Клэр Дэйнс «Родина» «Homeland» (Showtime) | Джулия Луи-Дрейфус «Вице-президент» «Veep» (HBO) |
| 2014 | «Во все тяжкие» «Breaking Bad» (AMC) | «Американская семейка» «Modern Family» (ABC) | Брайан Крэнстон «Во все тяжкие» «Breaking Bad» (AMC) | Джим Парсонс «Теория Большого взрыва» The Big Bang Theory (CBS)                                                                                             | Джулианна Маргулис «Хорошая жена» «Good Wife» (CBS) | Джулия Луи-Дрейфус «Вице-президент» «Veep» (HBO) |
| 2015 | «Игра престолов» «Game of Thrones» (HBO) | «Вице-президент» «Veep» (HBO) | Джон Хэмм «Безумцы» «Mad Men» (AMC) | Джеффри Тэмбор «Очевидное» «Transparent» (Prime Video) | Виола Дэвис «Как избежать наказания за убийство» «How to Get Away with Murder» (ABC)                                                                        | Джулия Луи-Дрейфус «Вице-президент» «Veep» (HBO) |
| 2016 | «Игра престолов» «Game of Thrones» (HBO) | «Вице-президент» «Veep» (HBO) | Рами Малек «Мистер Робот» «Mr. Robot» (USA) | Джеффри Тэмбор «Очевидное» «Transparent» (Prime Video) | Татьяна Маслани «Тёмное дитя» «Orphan Black» (BBC America)                                                                                                  | Джулия Луи-Дрейфус «Вице-президент» «Veep» (HBO) |
| 2017 | «Рассказ служанки» «The Handmaid’s Tale» (Hulu) | «Вице-президент» «Veep» (HBO) | Стерлинг К. Браун «Это мы» «This Is Us» (NBC) | Дональд Гловер «Атланта» «Atlanta» (FX) | Элизабет Мосс «Рассказ служанки» «The Handmaid’s Tale» (Hulu)                                                                                               | Джулия Луи-Дрейфус «Вице-президент» «Veep» (HBO) |
| 2018 | «Игра престолов» «Game of Thrones» (HBO) | «Удивительная миссис Мейзел» «The Marvelous Mrs. Maisel» (Prime Video) | Мэттью Риз «Американцы» «The Americans» (FX) | Билл Хейдер «Барри» «Barry» (HBO) | Клэр Фой «Корона» «The Crown» (Netflix) | Рэйчел Броснахэн «Удивительная миссис Мейзел» «The Marvelous Mrs. Maisel» (Prime Video)                                                                     |
| 2019 | «Игра престолов» «Game of Thrones» (HBO) | «Дрянь» «Fleabag» (Prime Video) | Билли Портер «Поза» «Pose» (FX) | Билл Хейдер «Барри» «Barry» (HBO) | Джоди Комер «Убивая Еву» «Killing Eve» (BBC America) | Фиби Уоллер-Бридж «Дрянь» «Fleabag» (Prime Video) |
| 2020 | «Наследники» «Succession» (HBO) | «Шиттс Крик» «Schitt's Creek» (Pop) | Джереми Стронг «Наследники» «Succession» (HBO) | Юджин Леви «Шиттс Крик» «Schitt's Creek» (Pop) | Зендея «Эйфория» «Euphoria» (HBO) | Кэтрин О’Хара «Шиттс Крик» «Schitt's Creek» (Pop) |
| 2021 | «Корона» «The Crown» (Netflix) | «Тед Лассо» «Ted Lasso» (Apple TV+) | Джош О’Коннор «Корона» «The Crown» (Netflix) | Джейсон Судейкис «Тед Лассо» «Ted Lasso» (Apple TV+) | Оливия Колман «Корона» «The Crown» (Netflix) | Джин Смарт «Хитрости» «Hacks» (HBO Max) |
| 2022 | «Наследники» «Succession» (HBO) | «Тед Лассо» «Ted Lasso» (Apple TV+) | Ли Джонджэ «Игра в кальмара» «Squid Game» (Netflix) | Джейсон Судейкис «Тед Лассо» «Ted Lasso» (Apple TV+) | Зендея «Эйфория» «Euphoria» (HBO) | Джин Смарт «Хитрости» «Hacks» (HBO Max) |